# مایک راجرز (تهیه‌کننده)
مایک راجرز (انگلیسی: Mike Rogers؛ زادهٔ ۱ نوامبر ۱۹۵۶) مجری رادیو، تهیه‌کننده است.